# Les grands vents venus d'outremer
Les grands vents venus d’outremer est une mélodie composée par Maurice Ravel pour chant et piano, en avril 1906, sur un poème d’Henri de Régnier.

## Présentation
La mélodie, dédiée à son éditeur Jacques Durand, a été composée par Maurice Ravel en avril 1906, sur un poème d’Henri de Régnier extrait de son recueil Tel qu’en songe paru à la Librairie de l’Art indépendant (1892).
Elle a été créée le 8 juin 1907 par la chanteuse Hélène Luquiens et par Maurice Ravel en personne au piano, lors d’un « Festival Maurice Ravel-Florent Schmitt » organisé par G. Jean-Aubry au Cercle de l'Art moderne du Havre,. Par erreur, il est parfois indiqué que cette création a eu lieu à Paris,.
La mélodie a paru aux éditions Durand dès 1907 et, chez le même éditeur, en 1909, dans le recueil Douze chants avec accompagnement de piano de Maurice Ravel.
La mélodie a une durée d'environ deux minutes trente.
Dans le catalogue des œuvres du compositeur établi par Marcel Marnat, la pièce porte le numéro « 59. (O.48) ».

## Analyse
Plusieurs études sur les œuvres vocales de Maurice Ravel passent cette mélodie sous silence. Arthur Hoérée considère que :

« L’écriture tourmentée, le chromatisme du poème pour chant et piano Les grands vents venus d’outremer… (H. de Régnier) sont plutôt exceptionnels dans l’œuvre de Ravel. L’accalmie finale permet au chant une phrase heureuse qui semble s’évader de la péroraison d’Asie. »

Marcel Marnat estime que :

« Sur ces vers quelque peu emphatiques, Ravel convulse une musique grondante et chromatique […]. La ligne de chant, contrite, est quasi indépendante de cet accompagnement de luxe […]. Moussorgsky, plus encore que Debussy, généralement reconnu ici, reste le modèle secret de cette page énigmatique […]. »

Pour Jean Roy, cette mélodie est une « bouffée d'un romantisme auquel le musicien pouvait être sensible ».

## Discographie
- Ravel : Complete Songs for Voice and Piano, CD 2, par Laurent Naouri, baryton, et David Abramovitz, piano, Naxos (8.554176-77), 2003.
- Ravel : Mélodies, CD, par Nora Gubisch, mezzo-soprano, et Alain Altinoglu, piano, Naïve (V5304), 2012.
- Maurice Ravel : The Complete Works, CD 13, par José van Dam (basse) et Dalton Baldwin (piano), Warner Classics (0190295283261), 2020.

### Écrits de Maurice Ravel
- Maurice Ravel, L'intégrale : Correspondance (1895-1937), écrits et entretiens : édition établie, présentée et annotée par Manuel Cornejo, Paris, Le Passeur Éditeur, 2018, 1769 p. (ISBN 978-2-36890-577-7 et 2-36890-577-4, BNF 45607052)

### Monographies
- Vladimir Jankélévitch, Ravel, Paris, Seuil, coll. « Solfèges », 1956, rééd. 1995, 220 p. (ISBN 978-2-02-023490-0 et 2-02-023490-4) Réédition d'un ouvrage d'abord paru aux éditions Rieder en 1937
- Roland-Manuel, À la gloire de... Maurice Ravel, Paris, Nouvelle Revue Critique, 1938 (BNF 32580891), p. 261
- Marcel Marnat, Maurice Ravel, Paris, Fayard, coll. « Indispensables de la musique », 1986 (ISBN 2-213-01685-2, BNF 43135722), p. 216, 746-747.
- Christian Goubault, Maurice Ravel : le jardin féerique, Paris, Minerve, 2004, 357 p. (ISBN 2-86931-109-5, BNF 39264179).
- Bénédicte Palaux Simonnet, Maurice Ravel, Paris, Bleu Nuit éditeur, 2019, 176 p. (ISBN 978-2-35884-085-9).

### Articles et chapitres de livres
- Arthur Hoérée, « Les mélodies et l’œuvre lyrique », La Revue musicale, no 6,‎ 1er avril 1925, p. 47-64 Article paru dans un numéro spécial Maurice Ravel à l'occasion du cinquantième anniversaire du compositeur le 7 mars 1925, passage sur Les grands vents venus d’outremer, p. 52
- René Chalupt, « Maurice Ravel et les prétextes littéraires de sa musique », La Revue musicale, no 6,‎ 1er avril 1925, p. 65-74 (lire en ligne, consulté le 21 décembre 2021)
- Jean Roy, « Les mélodies de Maurice Ravel », Musical. Revue du Théâtre Musical de Paris-Châtelet, no 4,‎ juin 1987, p. 97-103